# República Cisalpina
La República Cisalpina (en italià: Repubblica Cisalpina) va ser una república germana de la Primera República Francesa al nord de la península Itàlica creat pel general Bonaparte el 29 de juny de 1797. Va existir fins a l'any 1802.

## Orígens
Després de la batalla de Lodi, al maig de 1796, el general francès Napoleó Bonaparte va procedir a organitzar dos Estats a cada banda del riu Po: un al nord anomenat República Transpadana i un al sud anomenat República Cispadana. Aquests dos juntament amb la província de Novara es van fusionar en la República Cisalpina el 29 de juny de 1797, amb capital a la ciutat de Milà. El Sacre Imperi Romanogermànic reconegué aquest estat en el Tractat de Campo Formio l'octubre del mateix any, obtenint a canvi la resta de la República de Venècia.

## Extensió i economia
La República Cisalpina constava d'aproximadament de l'antic Ducat de Milà, les parts occidentals de la República de Venècia (les situades a l'oest del riu Adige), el Ducat de Mòdena, les Legacions papals (Ferrara i Bolonya) i la província piemontesa de Novara.
La capital es va situar a la ciutat de Milà, que tenia uns 1.240.000 habitants vers el 1764. El país va ser pròsper a pesar del pillatge patit al llarg dels anys a conseqüència de les diverses guerres patides així com pels intents d'ocupació per part del Sacre Imperi Romanogermànic. La seva economia es basava en l'agricultura cerealística i al bestiar boví, a més d'una petita indústria de la seda.

### Relacions amb Suïssa
El nou govern va tenir com a objectiu unir a totes les terres nord-italianes en un sol estat, cosa que va comportar una tensa relació amb la Confederació Suïssa, que incloïa diverses zones de parla italiana al sud dels Alps.
El 10 d'octubre de 1797 els francesos van donar suport a una revolta originada a la vall de Valtellina (contra els Grisons), la qual va acabar sent engolida per la República Cisalpina, així com Campione el mateix any. Els francesos intentaren ocupar Lugano, però fallaren en l'intent.

## Forma institucional
Les institucions de la nova república foren molt similars a les de la Primera República Francesa. El territori fou dividit en departaments, que escolliren els jutges de pau, els magistrats i els electors. Així mateix s'escolliren dos consells: el Seniori ("Ancians") i els Giuniori ("Joves"). El primer estava integrat per quaranta a seixanta membres, i era l'encarregat d'aprovar les lleis i les modificacions de la Constitució. El segon, format entre vuitanta i cent vint membres, era l'encarregat de proposar les lleis. Ambdós van discutir els consells dels tractats, l'elecció d'un Directori i la determinació de tributs. El cos legislatiu va incloure homes com Pietro Verri, Giuseppe Parini i el científic Alessandro Volta.
El Directori va incloure cinc ministres i representà el poder executiu, destacants els dirigents polítics locals Gian Galeazzo Serbelloni (primer president) i Francesco Melzi d'Erzil. L'autoritat suprema, no obstant això, va ser cel comandant de les tropes franceses.
La República també va aprovar el calendari republicà francès, i el 7 de juliol de 1797 va promulgar-se una nova constitució inspirada en el model republicà francès.

### El tractat d'Aliança
Formalment la República Cisalpina va ser un Estat independent aliat amb França, però el tractat d'aliança va declarar la subalternitat eficaç de la nova república al seu aliat. Així, França va exercir el control de la policia local i va deixar a un exèrcit compost per 25.000 soldats, els sous dels quals eren abonats per la mateixa República. Així mateix el tractat establí la formació d'un exèrcit cisalpí de 35.000 homes, preparat per prendre part en les campanyes franceses.
El 4 de març de 1798 el tractat fou proposat per la seva signatura, si bé els membres del consell de govern de la República no hi estaren d'acord. Tot i les amenaces del general Louis Alexandre Berthier d'establir un govern militar el Consell "Seniori" no acceptà les condicions, al·legant que no tenien capacitat econòmica per poder afrontar les condicions del tractat. El general Guillaume Marie Anne Brune, després de realitzar alguns canvis en els dos consells de govern, aconseguí la signatura del tractat el 8 de juny del mateix any.
L'11 de maig de 1798 la República Cisalpina adoptà la bandera tricolor com a pròpia.

## La segona República

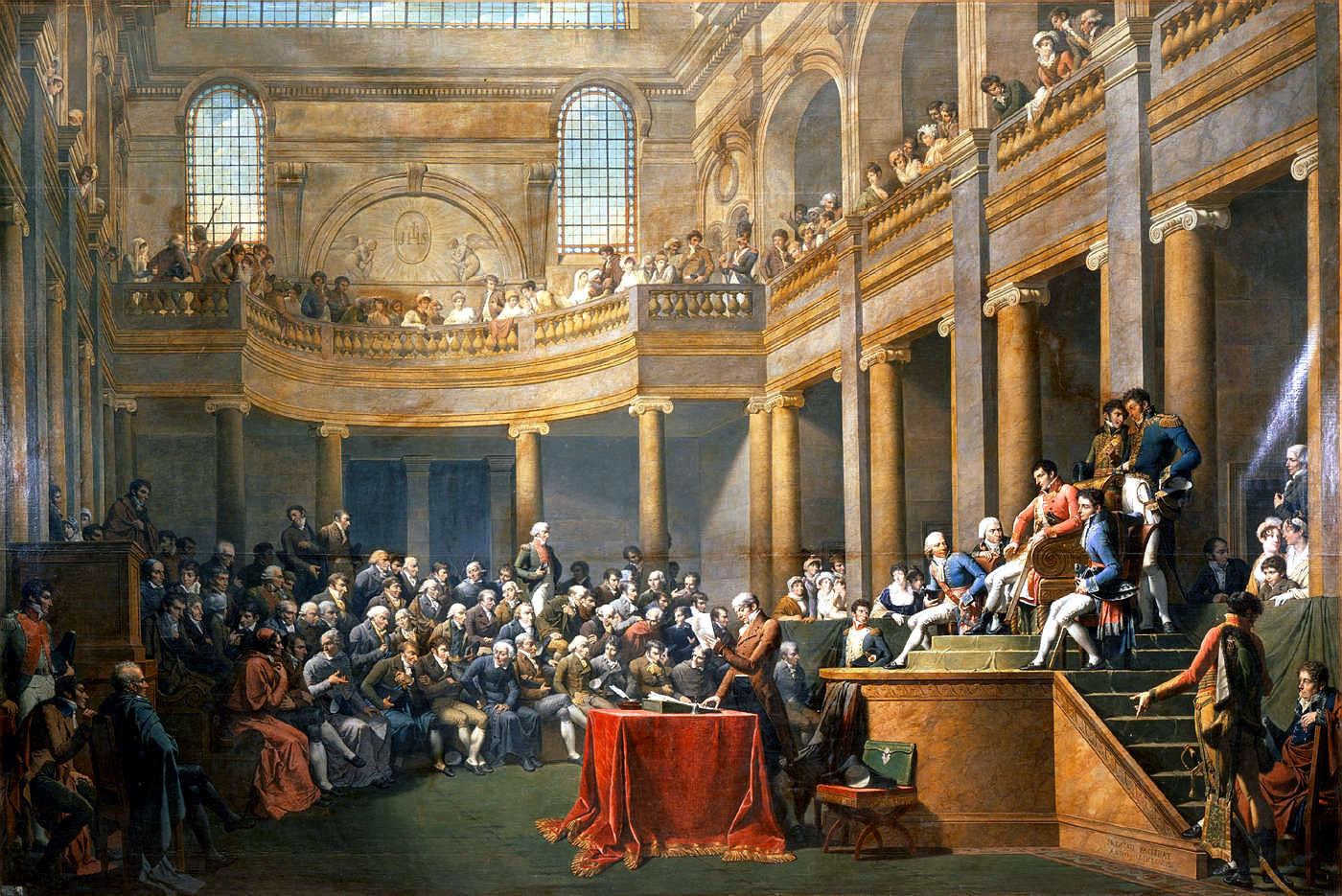
Consulta de la República Cisalpina al rebre el Primer Cònsol. 26 de gener de 1802. Pintura de Nicolas-André Monsiau (1806-1808).

La República va ser dissolta després de les derrotes de França contra la Segona Coalició a l'agost de 1799, sent ocupada per les tropes del Sacre Imperi Romanogermànic. El 1800 aquestes tropes abandonaren la zona després de la victòria de Napoleó Bonaparte en la batalla de Marengo, sent restaurada novament la República mitjançant la signatura del Tractat de Lunéville el 9 de febrer de 1801. Per aquest tractat el territori de la República es va estendre a Novara, les terres austríaques del Vèneto i en algunes legacions papals de l'actual regió de Marques.
El 24 de gener de 1802 la República Cisalpina va canviar el seu nom pel de República d'Itàlia, moment en el qual Napoleó en fou elegit president. La república va quedar dividida en dapartaments: Baix Po (Ferrara), Crostolo (Reggio), Cario (Como), Mella (Brèscia), Mincio (Màntua), Olona (Milà), Panaro (Mòdena), Reno (Bolònia), Rubicó (Cesena) i Serio (Bèrgam).